# Martin Šulík
Martin Šulík est un réalisateur slovaque, né le 20 octobre 1962 à Žilina en Tchécoslovaquie (aujourd'hui en Slovaquie). Son film Tzigane a été proposé à l'Oscar du meilleur film en langue étrangère en 2012.

## Filmographie
en tant qu'acteur
- 1983 : Zrelá mladosť (Les jeunes d'âge mûr)
- 1985 : Uhol pohľadu (Point de vue)
- 1985 : Kára plná bolesti
- 1986 : Zakázané uvoľnenie
- 1989 : The Position
- 1992 : Tenderness
- 2002 : Cendres et cachotteries (Výlet)

en tant que réalisateur
- 1991 : Neha (La Tendresse)
- 1993 : Everything I Like (Všetko čo mám rád) (Tout ce que j'aime)
- 1995 : Le Jardin  (Záhrada)
- 1998 : Orbis Pictus
- 2000 : Landscape (Krajinka) (Le paysage)
- 2002 : The Key to Determining Dwarfs ou  The Last Travel of Lemuel Gulliver (Klic urcovani trpasliku aneb Posledni cesta Lemuela Gulivera)
- 2004 : épisode The Miracle du film Visions of Europe
- 2005 : The City of the Sun (Slnečný štát) (Le Pays du soleil)
- 2011 : Tzigane (Cigán)
- 2014 : Slovensko 2.0
- 2018 : The Interpreter (Tlmočník)
- 2020 : The Man with Hare Ears (Muž se zaječíma ušima)

## Récompenses
- Cine Pobre Film Festival 2006 : Meilleur Long Métrage de Fiction : La Ciudad del sol
- Festival de cinéma européen des Arcs 2011: Prix du Jury : Tzigane
- GoEast 2003 : Meilleur film: Klíč k určování trpaslíků aneb poslední cesta Lemuela Gullivera
- GoEast 2006 : Prix de la critique FIPRESCI : Sluneční stát
- Lion tchèque 1995 : meilleur film : Le jardin (slovaque : Záhrada)